# Friedrich Opel
Friedrich Franz Opel (Rüsselsheim am Main, 30 aprile 1875 – Vienna, 30 agosto 1938) è stato un imprenditore e ciclista su strada tedesco, cofondatore della casa automobilistica Opel.

## Biografia
Friedrich Franz Opel fu il quarto figlio di Adam Opel. studia al Technikum Mittweida e diventa dirigente alla Opel. Con il fratello Wilhelm introduce la produzione in serie nell'azienda di famiglia. Nel 1927 diventa Ehrendoktor alla Technische Universität Darmstadt.
Friedrich Opel fu un notevole sportivo nel ciclismo, vincendo circa 180 premi su biciclette Opel. Una grande vittoria fu la 620 km Basilea-Cleve del 1894. Fu un appassionato anche di automobilismo.
Dato che Friedrich è anche abbreviato in Fritz, spesso viene confuso con il nipote Fritz von Opel.